# NPO 1
NPO 1 (Nederland 1 до 2014 г.) е първата национална обществена телевизионна програма в Нидерландия, част от програмите на държавната обществена телевизия NPO (Nederlandse Publieke Omroep). Той стартира на 2 октомври 1951 г. Каналът е достъпен и чрез кабелна телевизия в холандските Кариби.

## Логотипи
- 1973 – 1984 г.
- 4 април 1988 – 30 септември 1991 г.
- 30 септември 1991 – 5 август 1996 г.
- 4 септември 2000 – 5 септември 2003 г.
- 5 септември 2003 – 19 август 2014 г.
- 4 юли 2009 – 19 август 2014 г. (във HD формат)
- от 19 август 2014 г.